# Державний радник М'янми
Державний радник М'янми (бірм. နိုင်ငံတော်၏ အတိုင်ပင်ခံပုဂ္ဂိုလ်) — де-факто голова уряду в М'янмі. 
Посаду було створено 6 квітня 2016 року, щоб забезпечити підвищення ролі Аун Сан Су Чжі в уряді М'янми. Аун Сан Су Чжі та Національна Ліга за демократію здобули переконливу перемогу на виборах 2015, але Сан Су Чжі не може стати Президентом М'янми, оскільки вона, як і її покійний чоловік Майкл Аріс, мала британське громадянство.

## Список
| № | № | Фото | Прізвище                   | Початок повноважень | Завершення повноважень | Партія                         | Примітки |
| - | - | ---- | -------------------------- | ------------------- | ---------------------- | ------------------------------ | -------- |
|   | 1 |      | Аун Сан Су Чжі (нар. 1945) | 6 квітня 2016       | 1 лютого 2021          | Національна ліга за демократію | [ 3 ]    |